# Cetty (stacja kolejowa)
Cetty – wąskotorowa stacja kolejowa w Cettach, w gminie Chodecz, w powiecie włocławskim, w województwie kujawsko-pomorskim, w Polsce. Został wybudowany w 1914 roku przez okupacyjne wojska niemieckie razem z linią kolejową z Boniewa do Krośniewic.